# Representació d'Espanya al Parlament Europeu el 1986
Segons els termes fixats en l'article 10 de l'Acta d'Adhesió d'Espanya a la Comunitat Europea, a Espanya li corresponien 60 eurodiputats. De la mateixa manera s'havia acordat que les eleccions havien de realitzar-se en un termini de dos anys des de l'adhesió, per la qual cosa els eurodiputats triats en les eleccions de 1987 ocuparien el seu càrrec únicament el temps restant de la legislatura 1984-1989 del Parlament Europeu.
Espanya, juntament amb Portugal, s'havia adherit a la Comunitat Europea l'1 de gener de 1986. Segons l'article 28 de l'Acta d'adhesió, els 60 eurodiputats que havien de representar provisionalment a Espanya havien de ser triats d'entre els parlamentaris (diputats i senadors) espanyols de manera proporcional al nombre de parlamentaris de cada partit. Els parlamentaris citats corresponien a la II Legislatura, 1982-1986), per la qual cosa havien estat escollits a les eleccions generals de 1982.
L'elecció va tenir lloc el 10 de desembre de 1985. El mandat dels electes duraria entre l'entrada d'Espanya en la CEE (1 de gener de 1986) fins a les eleccions europees del 10 de juny de 1987.
El nombre d'electes va ser el següent:
| Representació d'Espanya al Parlament Europeu, 1986 → |                                               |                                  |
| Grupos parlamentarios                                | Nombre de parlamentaris (diputats + senadors) | Nombre de parlamentaris europeos |
| Grup Socialista (PSOE)                               | 202 + 155                                     | 36a                              |
| Grup Coalició Popular (AP, PDP, UM)                  | 104 + 66                                      | 17b                              |
| Minoria Catalana Catalunya al Senat (CiU)            | 12 + 8                                        | 2c                               |
| Grup Centristad                                      | 11 + 6                                        | 2                                |
| Grup Basc (PNV)                                      | 8 + 9                                         | 2                                |
| Grup Mixt                                            | 11 + 8                                        | 1e                               |

aCinc del Partit dels Socialistes de Catalunya.

b12 d'AP, 3 del PDP, 1 d'UM i 1 independent (pertanyents al 1 Grup Centrista, però elegit pel de Coalició Popular.

c1 de CDC i 1 d'UCD.

dLa Unión de Centro Democrático s'havia dissolt però encara existia un Grup Centrista, encara que molts dels seus membres s'havien afiliat a d'altres partits.

eD'Euskadiko Ezkerra. L'eurodiputat que li corresponia fou adjudicat mitjançant un sorteig entre els onze diputats (no senadors) d'aquest grup.